# Casa museo Alberto Sols
La Casa-Museo de Alberto Sols inaugurado en 1997 se sitúa en una construcción del siglo XIX ubicada en la Calle Mayor de Sax (Provincia de Alicante, España). 
Alberto Sols, fue un médico e investigador local, galardonado con numerosas distinciones entre las que destaca el premio Príncipe de Asturias de Investigación Científica.
El edificio es un ejemplo tipo de la arquitectura de ese siglo. En su interior la casa se conserva tal cual estaba cuando vivía Sols, con objetos personales y mobiliario de la época, exponiéndose al público los numerosos efectos personales que la familia de Sols donó al pueblo de Sax, así como su biblioteca y parte de sus estudios.
- Datos: Q5755623